# Ludwik Chomiński (1890–1958)
Ludwik Chomiński (ur. 1 lutego 1890 w Olszewie koło Święcian, zm. 29 stycznia 1958 w Warszawie) – polski polityk ludowy, działacz społeczny na Wileńszczyźnie, poseł na Sejm Litwy Środkowej oraz na Sejm Ustawodawczy i I kadencji w II RP.

## Życiorys
Pochodził z rodziny inteligenckiej zaangażowanej politycznie w czasach carskiej Rosji – ojciec Aleksander Chomiński był posłem do Dumy II kadencji i członkiem Rady Państwa. Dziadek Stanisław Chomiński był polskim i rosyjskim politykiem oraz generałem. 
Ukończył gimnazjum rosyjskie w Wilnie. Studiował nauki rolnicze i historyczno-społeczne w Krakowie w latach 1908–1912. W młodości gospodarzył na rodzinnym majątku w Olszewie (do 1915). 
W 1919 zakładał PZL „Odrodzenie” na Wileńszczyźnie: organizację ludową o programie zbliżonym do PSL „Wyzwolenie”. W kwietniu 1919 został redaktorem wileńskiej gazety „Nasz Kraj”. 
W 1922 wybrano go na posła do Sejmu Litwy Środkowej z listy PZL „Odrodzenie–Wyzwolenie”, był wówczas zwolennikiem nadania Wileńszczyźnie autonomii kulturalnej i politycznej. 
W marcu 1922 delegowano go do Sejmu Ustawodawczego w Warszawie. W okresie 1922–1925 pełnił funkcję wiceprezesa PSL „Wyzwolenie”, po tym jak wileńskie PZL zjednoczyło się z polskim lewicowym ruchem ludowym. W latach 1922–1927 ponownie piastował mandat posła: do 1925 z ramienia PSL „Wyzwolenie”, później włączył się do Poselskiego Klubu Pracy, a pod koniec kadencji pracował jako niezrzeszony. Przystąpił do Krajowego Stronnictwa Ludowego Ziem Litewsko-Białoruskich – „Zjednoczenie”. 
W międzywojniu związany z Wilnem. Odgrywał znaczącą rolę w tamtejszym życiu społecznym, gospodarczym i kulturalnym. Był członkiem Instytutu Naukowo-Badawczego Europy Wschodniej, kierował prywatną drukarnią PDN „Lux” (jedną z większych na Wileńszczyźnie), był właścicielem zakładu fotochemigraficznego w Wilnie. Należał do Towarzystwa Bibliofilów Polskich. 
Zaangażowany w masonerię jeszcze w czasach rosyjskich (loża „Litwa”), przynależał doń i w wolnej Polsce (od 1921 do loży „Lucifer Agni”). 
W 1945 aresztowany przez NKWD i wywieziony w głąb Rosji. Po 1946 działał w koncesjonowanym ruchu ludowym (SL i ZSL), szefował jednemu z departamentów w Ministerstwie Kultury i Sztuki. W latach 1948–1949 był kierownikiem Zarządu Głównego Centrali Rybnej w Warszawie. 
Jest autorem będącej świadectwem epoki pracy naukowej Od Darwina do Miczurina (Warszawa 1950), w której sławi osiągnięcia radzieckiej genetyki.
Jego szwagrem (bratem żony) był inny poseł i polityk - Wacław Szadurski.

## Ordery i odznaczenia
- Medal Niepodległości (1931)
- Krzyż Oficerski Orderu Odrodzenia Polski (1957)

## Pamiętniki
- Ludwik Chomiński, Pamiętniki, t. IV, Biblioteka Narodowa w Warszawie. Dział Rękopisów, Akc. 9736.